# Cas del 3%
El cas del 3%, anomenat posteriorment també cas ADIGSA, es un escàndol de corrupció política que apunta al cobrament d'un percentatge del 3% del pressupost de les obres públiques adjudicades per part del govern de la Generalitat de Convergència i Unió, que va implicar a Jordi Pujol.
Aquest cas va sorgir a conseqüència de l'esfondrament causat per les obres del metro en el barri del Carmel de Barcelona. En el ple del Parlament sobre aquests fets, el 24 de febrer del 2005, el president Pasqual Maragall es va defensar de les acusacions de Convergència i Unió i va afirmar que aquest partit tenia "un problema anomenat 3%", en al·lusió al rumor que deia que la formació d'Artur Mas havia cobrat comissions per l'adjudicació d'obres quan dirigia la Generalitat.
Mas amenaçà de deixar tot sol el govern del tripartit en la reforma de l'Estatut, cosa que hauria impedit dur-la endavant, i interposà una querella contra el president per calúmnies. Per aquest motiu, Maragall es va haver de retractar de tot el que havia dit i Mas, per la seva banda, va retirar la querella.
Es va constituir una comissió parlamentària per estudiar les acusacions de Maragall, que el 25 de maig del 2005 va lliurar les seves conclusions. D'acord amb aquestes, no es va poder acreditar el presumpte cobrament de comissions a canvi d'adjudicacions d'obres públiques, però s'instava la implantació de mecanismes que afavorissin la claredat en els comptes dels partits polítics, com l'eliminació de les donacions anònimes.